# Mariano Castillo y Ocsiero
Mariano Castillo y Ocsiero (2 d'agost de 1821, Villamayor de Gállego, província de Saragossa – Villamayor de Gállego, abril de 1875) fou un astròleg aragonès.
Va publicar l'any 1840 l'almanac "El Firmamento", més conegut com a "El Calendario Zaragozano", el qual encara es publica. Mariano Castillo era astròleg i meteoròleg. Es va casar tres vegades, amb Pascuala (amb la qual va tenir dues filles), Manuela i Victoriana. En l'actualitat les seves restes reposen al cementiri de Villamayor de Gállego.